# 트랜스여성주의

트랜스여성주의(영어: transfeminism)란 트랜스여성의 해방을 위한 여성주의이다. 트랜스젠더 여성에 초점을 맞추고 트랜스젠더 연구를 통해 정보를 얻은 여성주의의 한 분야이다. 트랜스여성주의는 트랜스여성혐오와 가부장제가 트랜스 여성에게 미치는 영향에 초점을 맞춘다. 이는 퀴어 이론의 더 넓은 분야와 관련이 있다. 이 용어는 트랜스페미니스트 선언문(The Transfeminist Manifesto)에서 고야마 에미(ISNA에 참여)에 의해 대중화되었다.
트랜스여성주의는 성별 비순응의 개념, 남성성과 여성성에 대한 개념, 트랜스 남성과 여성에 대한 성별 및 젠더 이분법 유지를 설명한다. 트랜스페미니스트들은 성별 순응을 가부장제의 통제 메커니즘으로 보고, 이는 가부장제의 기초로서 트랜스젠더와 성별비순응자에 대한 폭력을 통해 유지된다.
트랜스젠더는 일반적으로 레즈비언과 "퀴어"로 간주되는 사람들과 마찬가지로 1세대 여성주의에서 제외되었다. 두 번째 물결 여성주의는 일부 페미니스트들 사이에서 더 높은 수준의 수용을 보았지만 동성애 해방을 지지하는 페미니스트들 사이에서도 "성전환"은 크게 배제되고 "질병"으로 묘사되었다. 세 번째와 네 번째 물결 여성주의는 일반적으로 트랜스젠더를 수용해 왔으며 트랜스 해방을 여성 해방의 전반적인 부분으로 간주한다.

## 역사
재니스 레이먼드에 대항해 《제국의 역습》이 출간되면서 시작되었다.

## 학자
- 주디스 버틀러
- 케이트 본스타인
- 줄리아 세라노
- 루인

## 같이 보기
- 여성주의
- 여성주의의 운동과 이념
- 여성주의와 성전환
- 제4세대 여성주의
- 이성애적 성차별
- 트랜스젠더 관련 주제 목록
- 퀴어 이론